# (1383) Limburgia
(1383) Limburgia – planetoida z pasa głównego asteroid okrążająca Słońce w ciągu 5 lat i 146 dni w średniej odległości 3,08 au. Została odkryta 9 września 1934 roku w Sterrewacht Leiden w Johannesburgu przez Hendrika van Genta. Nazwa planetoidy pochodzi od Limburgii, krainy historycznej w Niderlandach. Przed nadaniem nazwy planetoida nosiła oznaczenie tymczasowe (1383) 1934 RV.